# Jeanine Deckers
Jeanine Deckers (ur. 17 października 1933 w Brukseli, zm. 29 marca 1985 w Wavre) – belgijska piosenkarka, zakonnica należąca do klasztoru dominikanek w Waterloo.
W roku 1959 wstąpiła do dominikańskiego klasztoru Matki Bożej z Fichermont w mieście Waterloo i przybrała imię zakonne Luc Gabriel. 
Deckers wyróżniała się talentem muzycznym i kompozytorskim, w związku z czym jej przełożone namówiły ją, aby nagrała płytę. W 1963 pod szyldem wytwórni Philips Records wydany został album firmowany jej pseudonimem artystycznym Sœur Sourire (pol. Siostra Uśmiech), a w krajach anglojęzycznych jako The Singing Nun (pol. Śpiewająca Zakonnica). Album odniósł międzynarodowy sukces, a promujący go singiel Dominique stał się hitem zarówno w Europie jak i w Stanach Zjednoczonych, Kanadzie, Ameryce Łacińskiej oraz w Australii. Piosenka ta przez 4 tygodnie zajmowała pierwsze miejsce na liście Billboard Hot 100 – do tej pory (sierpień 2025) jest jedynym francuskojęzycznym utworem na czele tego zestawienia. Ponadto zdobyła Nagrodę Grammy w kategorii gospel lub inne nagranie religijne. W 1964 Sœur Sourire wydała drugi album zatytułowany Her Joy, Her Songs.
W 1966 zdecydowała się opuścić zakon, co tłumaczyła kryzysem wiary. W tle miał miejsce także konflikt z przełożonymi z zakonu dotyczący jej kontraktu z wytwórnią muzyczną. Przy podpisywaniu umowy z Philips Records Deckers zgodziła się na niekorzystne dla niej warunki, zgodnie z którymi dochód ze sprzedaży albumów trafiał nie do niej, a na konto klasztoru, który posiadał również prawa do jej pseudonimów artystycznych.
Deckers próbowała kontynuować karierę muzyczną początkowo pod nowym pseudonimem Luc Dominique. W swoich nowych piosenkach zaczęła umieszczać treści jawnie polityczne, feministyczne i krytykujące Kościół katolicki. W latach 70. wydała również trzy albumy z piosenkami dla dzieci. W 1982 nagrała ponownie swój największy przebój Dominique w wersji disco. Nie udało się jej jednak powtórzyć swojego sukcesu.
Jeanine Deckers przez wiele przyjaźniła się z Annie Pécher, którą poznała na obozie harcerskim w 1959. Po opuszczeniu zakonu Deckers przez wiele lat mieszkała razem z Pécher w jednym mieszkaniu, co było źródłem plotek dotyczących ich relacji. Deckers zaprzeczała, że z Pécher łączy ją coś więcej niż bliska przyjaźń, jednak jej biografka, Catherine Sauvat, twierdzi, że kobiety przez pewien czas utrzymywały kontakty seksualne.
Annie Pécher pracowała jako terapeutka. Założyła i prowadziła wspólnie z Deckers ośrodek wsparcia dla dzieci z autyzmem, który w wyniku problemów finansowych w 1982 musiał zostać zamknięty. Z powodu zadłużenia Deckers i Pécher popadły w depresję i zaczęły nadużywać alkoholu. 29 marca 1985 Deckers i Pécher razem popełniły samobójstwo przez celowe przedawkowanie leków. Zostały pochowane we wspólnym grobowcu w Wavre, gdzie mieszkały.
Do jej historii luźno nawiązuje film „Śpiewająca zakonnica” z 1966, w którym tytułową rolę zagrała Debbie Reynolds. W 2009 miał premierę francusko-belgijski film biograficzny „Sœur Sourire” z Cécile de France w roli tytułowej.